# Campeonato Europeo de Judo de 2021
El LXIX Campeonato Europeo de Judo se celebró en Lisboa (Portugal) entre el 16 y el 18 de abril de 2021 bajo la organización de la Unión Europea de Judo (EJU) y la Federación Portuguesa de Judo.
Las competiciones se realizaron en la Altice Arena de la capital portuguesa.

## Medallistas

### Masculino
| Evento          | Oro                         | Plata                        | Bronce                                                        |
| --------------- | --------------------------- | ---------------------------- | ------------------------------------------------------------- |
| –60 kg (16.04)  | Francisco Garrigós · España | Luka Mkheidze Francia        | Yago Abuladze · Rusia · Kəramət Hüseynov · Azerbaiyán         |
| –66 kg (16.04)  | Manuel Lombardo · Italia    | Vazha Margvelashvili Georgia | João Crisóstomo · Portugal · Alberto Gaitero Martín · España  |
| –73 kg (17.04)  | Akil Gjakova Kosovo         | Tohar Butbul Israel          | Nils Stump · Suiza · Musa Mogushkov · Rusia                   |
| –81 kg (17.04)  | Vedat Albayrak Turquía      | Matthias Casse · Bélgica     | Christian Parlati · Italia · Sagi Muki · Israel               |
| –90 kg (18.04)  | Lasha Bekauri Georgia       | Beka Gviniashvili Georgia    | Mijail Igolnikov · Rusia · Krisztián Tóth · Hungría           |
| –100 kg (18.04) | Toma Nikiforov · Bélgica    | Varlam Liparteliani Georgia  | Alexandre Iddir Francia Zelim Kotsoyev Azerbaiyán             |
| +100 kg (18.04) | Inal Tasoyev · Rusia        | Henk Grol · Países Bajos     | Guram Tushishvili · Georgia · Lukáš Krpálek · República Checa |

### Femenino
| Evento         | Oro                            | Plata                           | Bronce                                                    |
| -------------- | ------------------------------ | ------------------------------- | --------------------------------------------------------- |
| –48 kg (16.04) | Distria Krasniqi Kosovo        | Daria Bilodid · Ucrania         | Mélanie Clément · Francia · Sabina Guiliazova · Rusia     |
| –52 kg (16.04) | Amandine Buchard Francia       | Odette Giuffrida · Italia       | Guefen Primo · Israel · Réka Pupp · Hungría               |
| –57 kg (16.04) | Telma Monteiro Portugal        | Kaja Kajzer Eslovenia           | Sarah-Léonie Cysique Francia Nora Gjakova Kosovo          |
| –63 kg (17.04) | Tina Trstenjak Eslovenia       | Daria Davydova · Rusia          | Andreja Leški · Eslovenia · Sanne Vermeer · Países Bajos  |
| –70 kg (17.04) | Sanne van Dijke · Países Bajos | Margaux Pinot Francia           | Madina Taimazova · Rusia · Bárbara Timo · Portugal        |
| –78 kg (18.04) | Beata Pacut · Polonia          | Guusje Steenhuis · Países Bajos | Fanny Posvite · Francia · Bernadette Graf · Austria       |
| +78 kg (18.04) | Kayra Sayit Turquía            | Léa Fontaine Francia            | Maryna Slutskaya · Bielorrusia · Rochele Nunes · Portugal |

## Medallero
| Núm. | País            | Oro | Plata | Bronce | Total |
| ---- | --------------- | --- | ----- | ------ | ----- |
| 1    | Kosovo          | 2   | 0     | 1      | 3     |
| 2    | Turquía         | 2   | 0     | 0      | 2     |
| 3    | Francia         | 1   | 3     | 4      | 8     |
| 4    | Georgia         | 1   | 3     | 1      | 5     |
| 5    | Países Bajos    | 1   | 2     | 1      | 4     |
| 6    | Rusia           | 1   | 1     | 5      | 7     |
| 7    | Eslovenia       | 1   | 1     | 1      | 3     |
| 7    | Italia          | 1   | 1     | 1      | 3     |
| 9    | Bélgica         | 1   | 1     | 0      | 2     |
| 10   | Portugal        | 1   | 0     | 3      | 4     |
| 11   | España          | 1   | 0     | 1      | 2     |
| 12   | Polonia         | 1   | 0     | 0      | 1     |
| 13   | Israel          | 0   | 1     | 2      | 3     |
| 14   | Ucrania         | 0   | 1     | 0      | 1     |
| 15   | Azerbaiyán      | 0   | 0     | 2      | 2     |
| 15   | Hungría         | 0   | 0     | 2      | 2     |
| 17   | Austria         | 0   | 0     | 1      | 1     |
| 17   | Bielorrusia     | 0   | 0     | 1      | 1     |
| 17   | República Checa | 0   | 0     | 1      | 1     |
| 17   | Suiza           | 0   | 0     | 1      | 1     |
|      | TOTAL           | 14  | 14    | 28     | 56    |